# Ninox punctulata
El nínox punteado o lechuza gavilana de anteojos (Ninox punctulata) es una especie de ave estrigiforme de la familia Strigidae endémica las Célebes, en Indonesia. 

## Descripción
Es una especie de búho pequeño que mide de 17 a 20 cm. Como indica su nombre el nínox punteado tiene el plumaje pardo rojizo con motas blancas en cabeza espalda y alas, además tiene una mancha blanca en el cuello, un disco facial negro y listas superciliares blancas.

## Distribución y hábitat
Se encuentra únicamente en Célebes e islas menores aledañas como las Togian, Buton, Muna, Kabaena y Wowoni. Por lo general vive en bosques cerca de arroyos, bosques abiertos, y zonas con cultivos con baja densidad de árboles. Se los observa en zonas por debajo de los 1 100 m de altura, aunque ocasionalmente puede ser observado hasta los 2 300 m de altura sobre el nivel del mar.